# Gualtiero Calboli

Gualtiero Calboli, 2018

Gualtiero Calboli (Bolonia, 1932), es un latinista y lingüista italiano, discípulo de Giovanni Battista Pighi (1898-1978). Fue profesor ordinario de Lengua y Literatura latina, primero en la Facultad de Magisterio (1973) y luego en la Facultad de Filosofía y Letras de la Universidad de Bolonia (1996), de la que actualmente es profesor emérito. Es miembro de numerosas instituciones internacionales (International committee on latin linguistics, Comité international pour le latin vulgaire et tardif, International society for the history of rhetoric, Linguistic society of america, Centro di studi ciceroniani). Entre sus principales méritos se encuentran la introducción de la gramática generativa en el ámbito de la lingüística latina y el impulso del estudio de la retórica clásica.

## Principales obras
- Studi grammaticali, Bologna, Zanichelli, 1962.
- Cornificiana 2, L'autore e la tendenza politica della Rhetorica ad Herennium, "Atti della Accademia delle Scienze dell'Istituto di Bologna, Cl. di Scienze Morali" LI/LII (1963/1964) 1-114
- La formazione oratoria di Cicerone, "Vichiana" II (1965) 3-30.
- I modi del verbo greco e latino 1903-1966, "Lustrum" XI (1966) 173-349.
- Cornifici Rhetorica ad C. Herennium, Introduzione, Testo Critico, Commento a c. di G. Calboli, Bologna 1969, pp. XII-498.
- La linguistica moderna e il latino: i casi, Bologna, Pàtron, 1972.
- L'oratore M.Antonio e la Rhetorica ad Herennium, "GIF" n.s. III (XXIV) (1972) 120-177.
- Die Entwicklung der klassischen Sprachen und die Beziehung zwischen Satzbau, Wortstellung und Artikel, "IF" LXXXIII (1978) 197-261.
- Marci Porci Catonis Oratio pro Rhodiensibus, Catone, l'Oriente Greco e gli Imprenditori Romani, Introduzione, Edizione Critica dei Frammenti, Traduzione Ital. e Commento, a c. di G. Calboli, Bologna 1978.
- La retorica preciceroniana e la politica a Roma, "Entretiens Hardt" XXVIII (1982) 41-108.
- Nota di Aggiornamento a E. Norden, La Prosa d'Arte Antica, Trad. Ital. Roma 1986, 971-1185.
- G. Calboli-G. Moroni, Grammatica Italiana, Bologna 1989, pp. XIV-726.
- Über das Lateinische: vom Indogermanischen zu den romanischen Sprachen, Tubingen, Max Niemeyer, 1997
- Le Senatus Consultum de Cn. Pisone patre, quelques considerations linguistiques, in B. Bureau -Ch. Nicolas (Éds.), Moussyllanea, "Mélanges de Linguistique et de Littérature anciennes offerts à Claude Moussy", Louvain-la-Neuve 1998, 113-126.
- G. Calboli, L. Montefusco,Quintiliano y su escuela, con L. Montefusco, Logroño 2002.